# Natuur- en vogelreservaat van Ploegsteert
Het Natuur en vogelreservaat van Ploegsteert (Réserve Naturelle et Ornithologique de Ploegsteert) is een natuurgebied bij Le Bizet in de Henegouwse gemeente Komen-Waasten.
Het is een Natura 2000-gebied van 140 ha.

## Geschiedenis
Hier werd vanaf 1927 leem gewonnen door de familie De Bruyn, ten behoeve van de baksteenindustrie. Hierdoor ontstonden plassen. In de jaren '70 van de 20e eeuw besloot de firma om het waterbeheer in stand te houden teneinde de biotoop te sparen. Om de plassen werden tienduizenden bomen geplant. Het is een gebied dat vooral voor watervogels van belang is.